# Alpina pyrenaica
Alpina pyrenaica là một loài bướm đêm trong họ Geometridae.